# 보길여객
완도군 보길도의 농어촌버스 회사다. 
- 보길도를 중심으로 운영하며 막차는 16시 전후.

- 현대 카운티와 현대 그린시티로 운행한다.
- 그린시티는 오전 평일에만 운행하며 좌석 배열이 입석형 2x2이다.